# استان بارائونا
استان بارائونا (به لاتین: Barahona Province) یک استان در جمهوری دومینیکن است.
مساحت این استان ۱٬۷۳۹٫۳۸ کیلومتر مربع و جمعیت آن در سال ۲۰۱۴ میلادی ۲۳۲٬۸۱۸ نفر می‌باشد.